# The Handsome Family

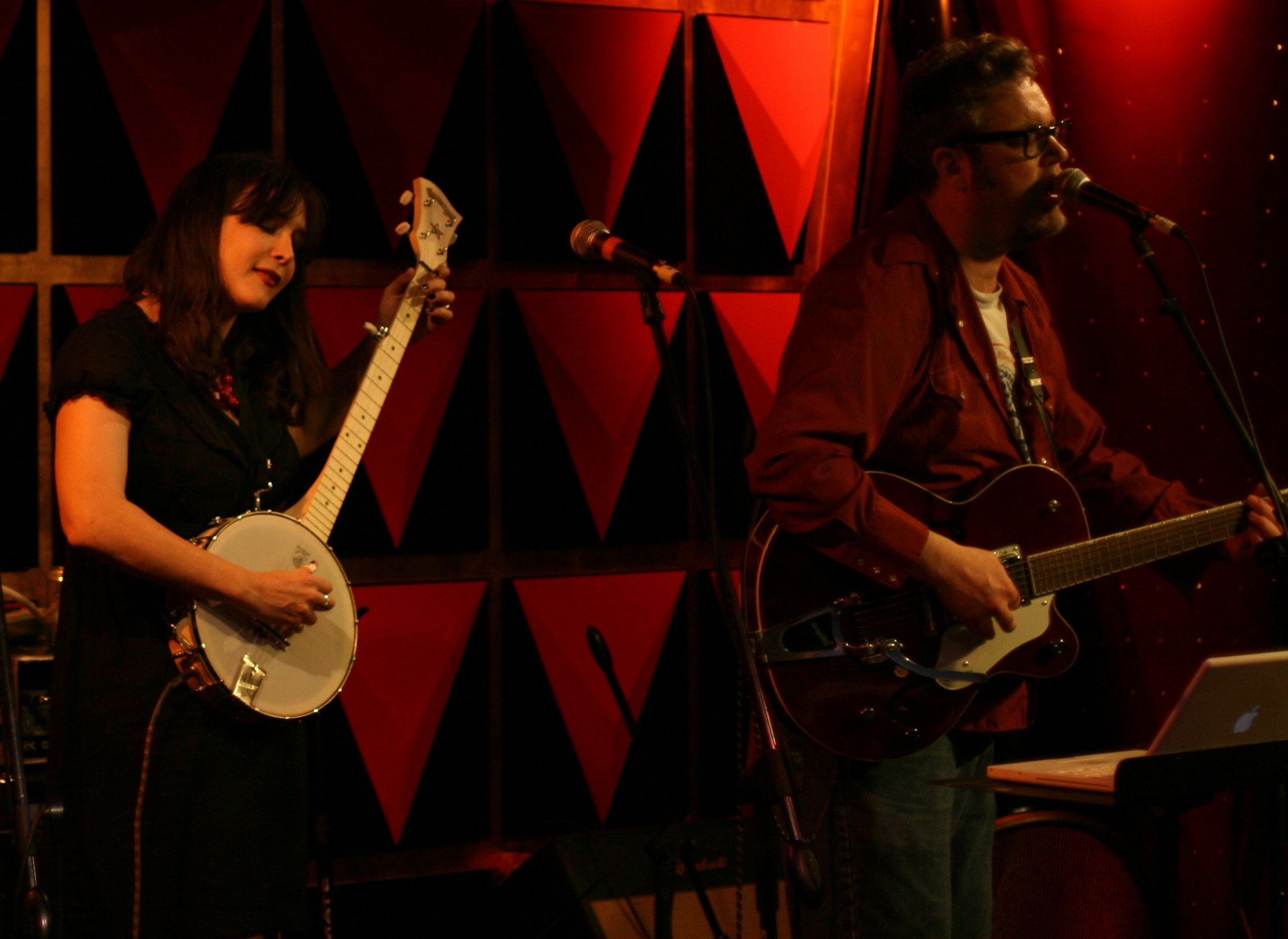
The Handsome Family

The Handsome Family ist ein US-amerikanisches Alternative-Country-Duo, das Ehepaar Brett und Rennie Sparks. Sie leben in Albuquerque in New Mexico.
Die Songs entstehen in strenger Rollenverteilung: Brett Sparks, der bereits bei diversen Independent-Bands musizierte, schreibt die Musik und Rennie Sparks, die auch schriftstellerisch tätig ist, schreibt die Texte. Charakteristisch für ihre Texte ist die starke Anlehnung an die Literaturgattung Southern Gothic und Gothic-Elemente, die auch im klassischen Country und Folk zu finden sind. Die oft abstrusen und drastischen Texte werden von Brett Sparks in gleichmütigem, warmem Bariton vorgetragen.

## Diskografie
- Odessa (1994)
- Milk and Scissors (1996)
- Down in the Valley (irische Compilation der ersten beiden CDs)
- Invisible Hands (Vinyl-EP)
- Through the Trees (1998)
- In the Air (2000)
- Live at the Schuba’s Tavern (2001)
- Smoothered and Covered (2002)
- Singing Bones (2003)
- Last Days of Wonder (2006)
- Honey Moon (2009)
- Scattered (2010)
- Wilderness (2013)
- Unseen (2016)
- Hollow (2023)

Ihr Lied Far From Any Road ist die Titelmelodie der ersten Staffel der Krimiserie True Detective.

## Bibliografie
- Evil (Kurzgeschichten von Rennie Sparks), Black Hole Press 2000